# Sanapaná
Le sanapaná  est une langue lengua-mascoy parlée dans le département de Presidente Hayes au Paraguay, par 789 Sanapanás (en).